# George Ellwanger
George Ellwanger (1816 - 1906 ) fue un horticultor, botánico y explorador estadounidense, y destacado pteridólogo.

## Biografía
Aborigen de Wurtemberg, emigró a EE. UU. instalándose en Rochester (Nueva York) y se unió con el horticultor Patrick Barry para formar el Criadero Monte Esperanza (también conocido como Criadero de Ellwanger y Barry) en 1840. También ese año se convirtió en ciudadano estadounidense. En 1843, el vivero comenzó a publicar catálogos para aumentar las ventas.
En 1856, Ellwanger y Barry entraron al negocio de bienes raíces. Entre 1872 y 1913, la firma desarrolló el área ahora conocida como Distrito Histórico Linden-Sur en la parte más antigua de la guardería. En 2009, ese distrito está listado en el Registro Nacional de Lugares Históricos.
Falleció en 1906 y está enterrado en la calle de su antiguo Criadero en el Cementerio Monte Hope, Rochester, donde el panteón familiar fue diseñado por el famoso artista italiano Nicola Cantalamessa-Papotti.
Ellwanger y Barry donaron parte de sus propiedades a la Ciudad de Rochester para formar el Highland Park, Rochester, Nueva York. Sus esfuerzos ayudaron a cambiar Rochester desde la "Ciudad de la Harina" a "Ciudad de la flor".

## Algunas publicaciones
- 2009. The Rose. Gardening in America Series. Con Henry Brooks Ellwanger, Henry Ellwanger, contribuyó George Ellwanger. Ed. Applewood Books, 316 p. ISBN 1429013877, ISBN 9781429013871

- La abreviatura «Ellw.» se emplea para indicar a George Ellwanger como autoridad en la descripción y clasificación científica de los vegetales.[3]